# うしかい座カッパ星
うしかい座κ星（うしかいざカッパせい、κ Boötis、κ Boo）は、うしかい座の連星系である。うしかい座κ1星とうしかい座κ2星からなる二重星でもあり、κ1星とκ2星は、見かけ上約14秒離れていて、小口径の望遠鏡があれば分離できる。うしかい座κ星系は、地球から約158光年の距離にある。

## 名称
フラムスティード名ではうしかい座17番星で、ラテン語で「ロバの三番仔」を意味するアセルス・テルティウスという固有名も持っている。同じく「ロバの仔」を意味する固有名を持つ他の2つの恒星、うしかい座θ星とうしかい座ι星、それからうしかい座λ星と共に、うしかい座κ星は、「ハイエナの仔」を意味するAulād al Dhiʼbah（أولاد الضّباع - aulād al dhiʼba）という星列の一部であったとされる。
中国では、うしかい座κ星は、うしかい座ι星、うしかい座θ星とともに天槍（拼音: Tiān Qiāng）と呼ばれる星官を形作る。うしかい座κ星自身は、天槍一（拼音: Tiān Qiāng èr）即ち天槍の1番星と呼ばれている。

## うしかい座κ1星
うしかい座κ1星は、シュトルーベによって最初に記録されたとみられる。画像では分解できないが、κ1星自身が2つの恒星からなる分光連星である。視線速度が時間によって変化しており、その変動周期から連星の軌道要素が推定されている。それによれば、公転周期が約1,791年で、軌道離心率は0.53である。
うしかい座κ1星系とうしかい座κ2星の間も連星系と考えられ、公転周期も6,000年以上と見積もられた。

## うしかい座κ2星
うしかい座κ2星は、光度変化が小さい（V等級で概ね0.1等級未満）たて座δ型変光星に分類され、1.6時間周期で変光している。視等級は、4.50等級から4.58等級まで変化する。脈動には複数のモードが存在し、非動径脈動もしているとみられる。